# MACS J0717.5+3745

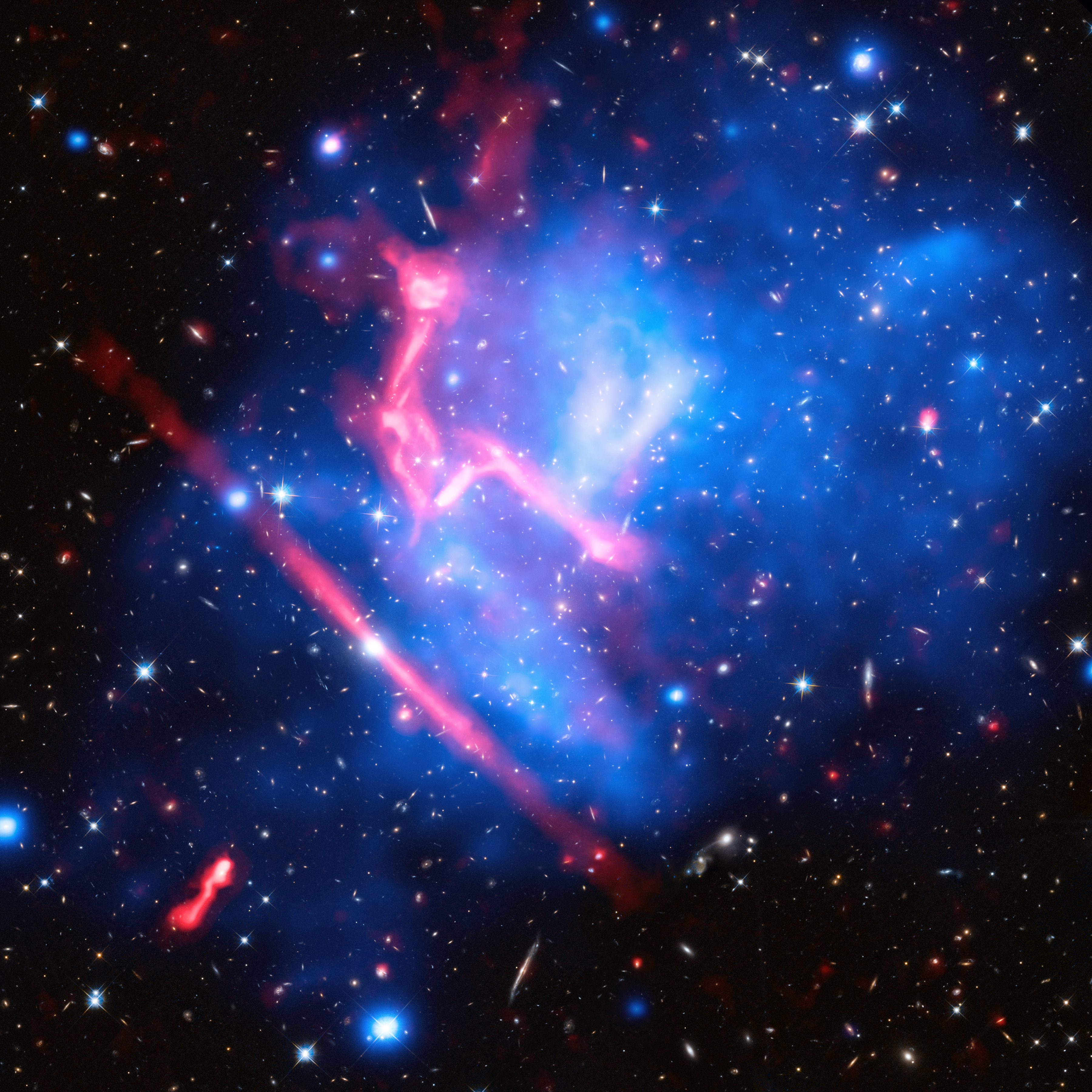
Hình ảnh của MACS J0717.5+3745 được chụp kết hợp với kính viễn vọng Hubble, trạm quan sát Chandra X-ray và NRAO Jansky Very Large Array

MACS J0717.5+3745 (hay tên viết tắt là MACS J0717.5 hoặc MACS 0717) là tên của một cụm thiên hà rất lớn nằm cách chúng ta 5,4 tỉ tỉ năm ánh sáng nằm trong chòm sao Ngự Phu. Nó xuất hiện trong một cuộc khảo sát các cụm thiên hà lớn.

## Mô tả
Cụm thiên hà này được tạo thành từ sự va chạm của 4 cụm thiên hà riêng biệt và độc lập. Đây là lần đầu tiên hiện tượng này được quan sát. Sự va chạm này lặp đi lặp lại liên tục bởi một luồng vật chất bao gồm các chất khí và vật chất tối. Khi hai hoặc nhiều cụm thiên hà va chạm với nhau thì khí nóng trong môi trường liên sao di chuyển chậm lại, nhưng ở các thiên hà thì không chậm mà là nhanh.
Gọi lần lượt 4 cụm thiên hà tạo thành MACS J0717.5+3745 là A, B, C, D thì cụm thiên hà B di chuyển nhanh hơn 3 cụm còn lại và 3 cụm còn lại này thì có khuynh hướng di chuyển chậm hơn. Việc cụm thiên hà B di chuyển nhanh là do chịu tác động của ảnh hưởng Sunyaev–Zeldovich. Đây là lần đầu hiện tượng này được quan sát hay vì là dựa trên dữ liệu. Điều này được phát hiện là do khi quan sát, nhiệt độ của ảnh hưởng Sunyaev-Zel'dovich là không đủ và khi đối chiếu lại thì thấy cụm thiên hà B di chuyển nhanh hơn 3 cụm còn lại.

## Dữ liệu hiện tại
Theo như quan sát, đây là thiên hà thuộc chòm sao Ngự Phu và dưới đây là một số dữ liệu khác:
Xích kinh 07h 17m 36.50s
Độ nghiêng +37° 45′ 23″
Dịch chuyển đỏ (Redshift) 0.5458
Bên cạnh đó, khối lượng của nó thì bằng 0, tức là không có khối lượng.